# Sobasina tanna
Sobasina tanna là một loài nhện trong họ Salticidae.
Loài này thuộc chi Sobasina. Sobasina tanna được Fred R. Wanless miêu tả năm 1978.